# MPEG-1 Layer I
MPEG-1 Audio Layer I, comunemente abbreviato in MP1, è uno dei tre formati audio inclusi nello standard MPEG-1. Si tratta di una versione deliberatamente semplificata del MPEG-1 Audio Layer II, creata per applicazioni in cui un'efficienza più bassa di compressione può essere tollerata in cambio di un algoritmo meno complesso che può essere eseguito su componenti hardware più semplici. Sebbene sia supportato dalla maggior parte dei lettori multimediali, la codifica è considerata del tutto obsoleta ed è sostituita dai formati MP2 o MP3.
Per i file che contengono esclusivamente audio MP1 viene utilizzata l'estensione .mp1.
MPEG-1 Layer I era usato anche nel Digital Compact Cassette attraverso la codifica di compressione audio PASC. Poiché era necessario un flusso stabile di campioni al secondo su un supporto a nastro, il PASC impiegava un "padding bit" (raramente usato e poco documentato) nell'header MPEG per indicare che un campione veniva riempito con 32 bit (ossia 4 byte) aggiuntivi di valore 0 per convertire un blocco di dati da 416 a 420 byte. La variazione della dimensione del campione avveniva solo quando un segnale audio stereo di 16 bit a 44,1 kHz era codificato a 384 kilobit per secondo, poiché la velocità di trasmissione del segnale non compresso non era un multiplo esatto di quella del flusso di dati compresso.

## Specifiche
MPEG-1 Layer I è definito nello standard ISO/IEC 11172-3, pubblicato per la prima volta nel 1993. Le caratteristiche principali sono le seguenti:
- Frequenze di campionamento: 32, 44,1 e 48 kHz
- Velocità di trasmissione: 32, 64, 96, 128, 160, 192, 224, 256, 288, 320, 352, 384, 416 e 448 kbit/s[2]

Nel formato MPEG-2 Layer I venne aggiunta un'estensione di MPEG-1 Layer I, definita nello standard ISO/IEC 13818-3, pubblicato per la prima volta nel 1995. Le caratteristiche aggiuntive sono le seguenti:
- Frequenze di campionamento addizionali: 16, 22,05 e 24 kHz
- Velocità di trasmissione addizionali: 48, 56, 80, 112, 144 e 176 kbit/s[2]

MP1 utilizza una semplice codifica di sottobanda che necessita di 32 sottobande.